# Achille Van Sassenbrouck
Achille Van Sassenbrouck (Brugge, 25 september 1886 - Gent, 3 oktober 1979), of Achiel, bijnaam Den Sassen,  was een Belgisch kunstschilder die deel uitmaakte van de Brugse school.

## Levensloop
Geboren in de Zwarte Leertouwersstraat was hij de zoon van een schrijnwerker die in hem zijn opvolger zag. Die zoon zag het anders: hij wilde leren schilderen. Meningsverschillen en spanningen brachten er de jonge Achiel toe het ouderlijk huis te ontvluchten toen hij amper twaalf was. Hij sloot zich aan bij een reizend kermisgezelschap waar hij als manusje-van-alles diende. Hij kwam onder meer terecht in Rotterdam, Dordrecht, Amsterdam en Düsseldorf. Na enkele jaren keerde hij naar Brugge terug en sukkelde er van het ene schamel logement naar het andere.
Hij kwam toen aan de kost als letterschilder. Tijdens zijn vrije uren kon hij cursussen volgen aan de Brugse Kunstacademie. Hij kreeg er les in lijntekenen en grafische kunsten van Joseph Neutens en Victor De Loose. 
Lesgevers in het schilderen waren Charles Poupaert en Pieter Raoux. Verdere kunstopleiding kreeg hij van Edmond Van Hove en Gustaaf Pickery. Hij had er als medestudenten onder meer Albert Goethals, Constant Permeke, Maurice Van Middel, Benoît Van Eeghem, Leo Mechelaere, Octaaf Rotsaert en Karel Laloo. Hij beëindigde zijn studies aan de Brugse academie in 1909. Hij was toen 23 en had er alle prijzen gewonnen die er te winnen waren.
Dankzij een weldoener vervolgde hij zijn studies aan de Koninklijke Academie in Antwerpen, waar hij onder meer Juliaan De Vriendt, Franz Courtens en Frans Van Leemputten als leraars had. Vooral deze laatste ontfermde zich over de rusteloze Van Sassenbrouck.
In 1914 trad hij als vrijwilliger toe tot het Belgisch Leger. Tijdens zijn dienst in de loopgraven aan de IJzer werkte hij ook als frontschilder. Een dertigtal doeken en tekeningen uit die tijd schonk hij later aan het oorlogsmuseum opgericht in de Brugse Kruispoort. 
Hij werd zwaar gewond en eindigde de oorlog als leraar in een eenheid voor gewonde soldaten in Port-Villez. Daar ontmoette hij Claude Monet, die veel belangstelling voor hem toonde. Tijdens een tentoonstelling in De Panne kocht koningin Elisabeth drie werken van hem aan.
Na zijn demobilisatie kwam hij weer in Brugge wonen en organiseerde tentoonstellingen, waarop hij goed verkocht. De brouwer en senator Victor De Meulemeester steunde hem en introduceerde hem bij mogelijke kopers. Minister Jules Destrée kocht drieëntwintig werken van hem aan. 
Toen een kunstliefhebber hem een atelier in Brussel aanbood, trok hij richting hoofdstad. Hij maakte er kennis met Ernest Claes, Herman Teirlinck en Karel van de Woestijne, onder meer in de Vlaamse Club. August Vermeylen hield eind 1925 een voordracht bij de opening van een tentoonstelling van Van Sassenbroucks picturaal werk. 
Nadat hij getrouwd was, kocht hij een woonboot van vijftien meter en het paar ging de waterwegen bevaren. Hij deed Brugge aan, Oostende, Gent en Sint-Martens-Latem, waar hij zijn vriend Albert Servaes terugzag. 
Aan het zwerversbestaan kwam in 1933 een einde toen de Sassen zijn boot aanmeerde in Hamme. Hij betrok er een afgezonderde en ommuurde grote woning aan de Kaaldries met zicht op de Durme. Hij woonde er voor de rest van zijn leven, afwisselend met verblijven op zijn woonboot. 
Van Sassenbrouck was een goed portrettist. Hij schilderde onder meer het portret van Achiel Van Acker, Victor Van Hoestenberghe, Emile Vandervelde, Constant Eeckels en August Vermeylen.
Hij was vooral de schilder van de ruwheid en de armoede bij arbeiders, boeren, landlopers, soldaten, vreemde types. Ze bevolkten de landschappen en composities die hij schilderde.
Daarnaast legde hij veel Brugse stadsgezichten vast op doek, naast vele landschappen, in een hem eigen expressionistische stijl, in kloeke tekeningen met een uitgebreid kleurenpalet.
Talrijke musea bezitten werk van Van Sassenbrouck.

## Tentoonstellingen
- 1937, Luik, "Exposition internationale"
- 1974, Brugge, Albert Hall, Retrospectieve Achiel Van Sassenbrouck
- 1977, Dendermonde, Achiel van Sassenbrouck, Jonge Kamer Dendermonde
- 2019, Hamme, Galerie Id+Art, een triumviraat bij toeval, Galerie Id+Art vzw, 17 maart - 14 april,
- 2022, Waasmunster, De Koolputten Ik en de ander - de gulzigheid in de blik van het (zelf)portret, De Koolputten Kunstforum vzw, 16 januari - 27 maart, zelfportret